# Carnew
Carnew (irl. Carn an Bhua) – wieś w Irlandii, w prowincji Leinster, w hrabstwie Wicklow. Jest to najbardziej na południe wysunięta miejscowość hrabstwa, położona w odległości zaledwie 1 km. od granicy z hrabstwem Wexford. Leży przy drodze regionalnej R725, łączącej Carlow z Gorey.
Ze względów historycznych wieś nazywana jest "protestancką enklawą" (a Protestant enclave).